# Bisdom Pala

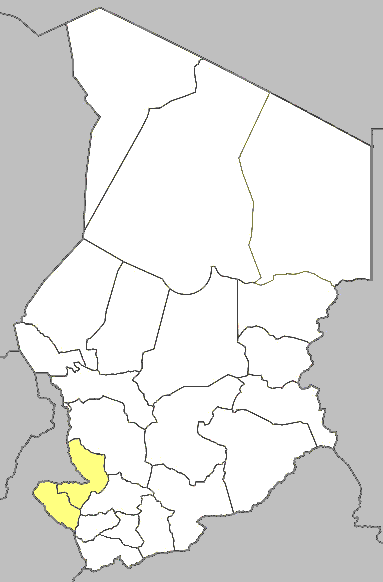
Kaart met in geel de ligging van het bisdom Pala binnen Tsjaad.

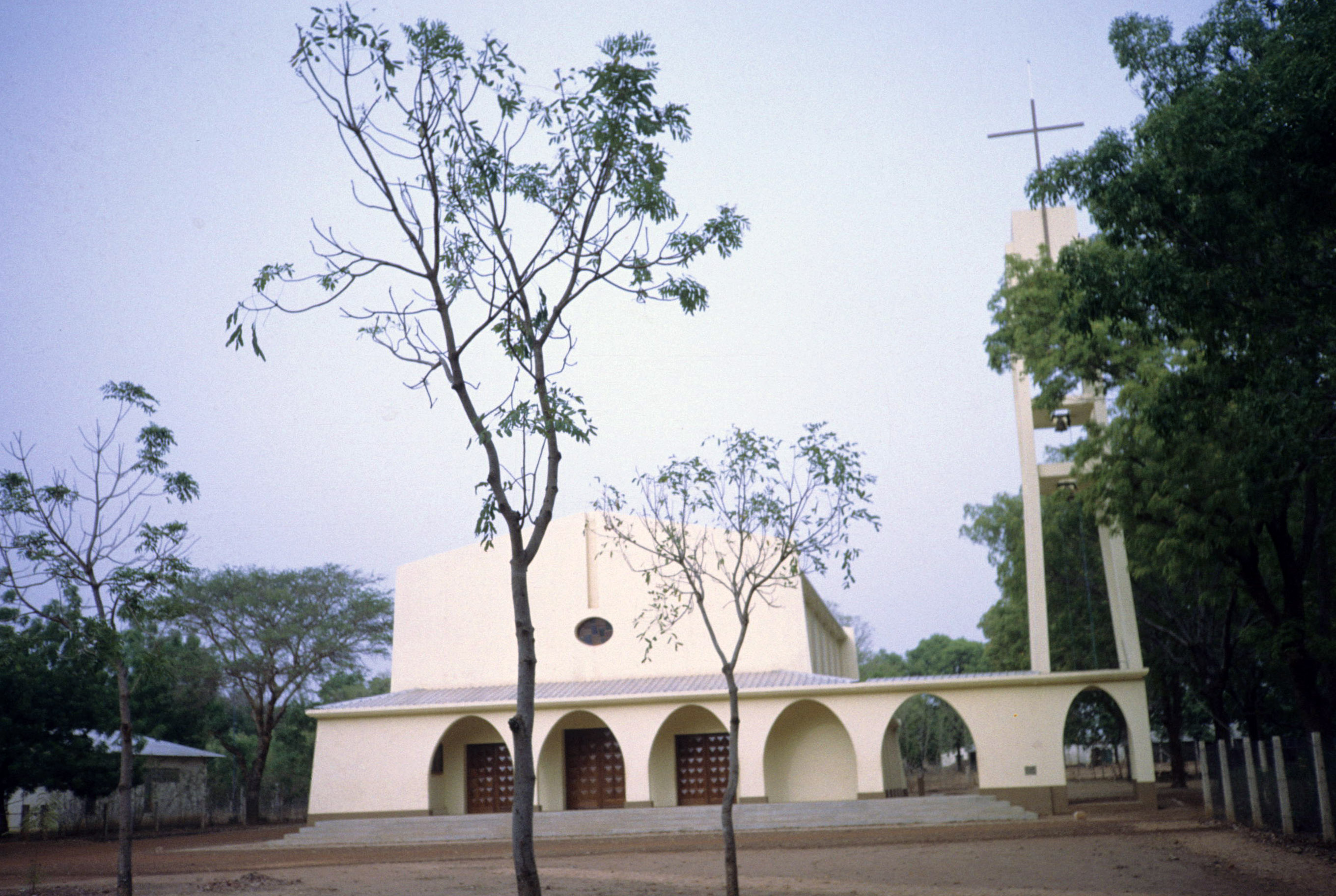
Kathedraal van Pala

Het bisdom Pala (Latijn: Dioecesis Palaënsis) is een van de zeven rooms-katholieke bisdommen van de kerkprovincie in Tsjaad en is suffragaan aan het aartsbisdom N'Djaména. De zetel van het bisdom is de stad Pala en het bisdom heeft een oppervlakte van 30.105 km².
Het bisdom telde in 2004 35.246 katholieken, wat zo'n 3,4% van de totale bevolking van 1.025.000 was, en bestond uit 31 parochies. In 2019 telde het ongeveer 58.000 katholieken (3,3% van de bevolking) en 29 parochies.

## Geschiedenis
Op 19 december 1956 werd de apostolische prefectuur Pala opgericht uit delen van het bisdom Garoua. In 1964 werd Pala verheven tot een bisdom. De eerste bisschoppen waren Franse oblaten. In 2021 werd Dominique Tinoudji aangesteld als eerste inlandse bisschop.

## Speciale kerken
De kathedraal van het bisdom Pala is de Cathédrale Saint Pierre et Saint Paul in Pala.

## Leiderschap
- Apostolisch prefect van Pala
  - Honoré Jouneaux, O.M.I. (1957 – 1964)
- Bisschop van Pala
  - Georges-Hilaire Dupont, O.M.I. (1964 – 1975)
  - Jean-Claude Bouchard, O.M.I. (1977 – 2020)
  - Dominique Tinoudji (2021 – )